# Sulîcivka, Ripkî
Sulîcivka (în ucraineană Суличівка) este un sat în comuna Malîi Lîstven din raionul Ripkî, regiunea Cernihiv, Ucraina.

## Demografie
Componența lingvistică a localității Sulîcivka
     Ucraineană (94,75%)
     Alte limbi (1,31%)
Conform recensământului din 2001, majoritatea populației localității Sulîcivka era vorbitoare de ucraineană (94,75%), existând în minoritate și vorbitori de armeană (3,93%).